# Peugeot 104
O 104 é um modelo de porte mini da Peugeot fabricado de 1972 ate 1988, vendendo um total de 1,6 milhão de unidades, sendo a primeira tentativa da Peugeot de entrar no mercado de carros compactos, o que rendeu o Sedan de 4 portas mais curto do mundo na época, desenhado pelo Paolo Martin no estúdio Pininfarina como resultado um carro simpático e moderno, sendo apresentado no salão de Paris motor show de 1972.

## Historia
Desde a década de 1960 na Europa era comum carros compactos e de diversas fabricantes, entre eles Opel Kadett, VW fusca e Fiat 500, neste contesto a Peugeot e a Renault se unirão para desenvolver em 1966 o projeto M121, projeto esse que deu origem a dois carros, o Peugeot 104 e o Renault 14, dentre essa parceria a Renault daria um motor 2.0 e a Peugeot desenvolve um motor menor.
Em 1918 chega o Talbot Samba, modelo esse semelhante ao 104, isso se deve a Peugeot ter retornado com a marca Talbot, a Peugeot estudou outras carrocerias para o 104, porem nunca lançadas, carrocerias como um modelo três volumes, picape e por fim uma perua, e ainda um conceito chamado de Peugeot Peugette em 1976.